# 蔡和森、蔡畅故居
蔡和森、蔡畅故居名为光甲堂，位于湖南省双峰县井字镇杨球村，是蔡和森和蔡畅兄妹青少年时期的居所。

## 历史
光甲堂建于清朝末年，在蔡和森和蔡畅的外婆家附近。1899年，蔡和森全家从上海回到双峰，在此购房置地，定居下来。1900年，蔡畅在此出生。因家里连遭变故，家道日衰，1908年，蔡家变卖光甲堂。
1985年邓小平题“蔡和森故居”，2011年，光甲堂获公布为湖南省级文物保护单位，2013年5月，入选第七批全国重点文物保护单位。

## 建筑
房屋为砖木穿斗式梁架结构，总面积550余平方米，座东朝西，为一纵三横平房，呈凹字形，由正厅，左右厢房，天井和杂物间组成。